# Brachyzapus tenuiabdominalis
Brachyzapus tenuiabdominalis là một loài tò vò trong họ Ichneumonidae.